# バハプチャ川
バハプチャ川（ロシア語: Бахапча）はロシア連邦の極東連邦管区を流れる河川。マガダン州とサハ共和国を流れるコリマ川の支流。

## 流路
高度753mのソルネチノエ湖が水源で、そこからヴェルフネコリムスコエ高地を下り、ほぼ無人の山岳地帯から北の方向に下って流れる。トゥンキンスキー地区とヤゴドニンスキー地区の境界間を流れながら、シネゴリエの5km下流の地点でコリマ川に合流する。
流域内の全ての川と同様に、バハプチャ川も平均して10月から5月末までの間凍結される。

## 流量
流域面積は13,800km²。河口から5.4kmまでの年間平均流量は123.84m³/sで、6月の水量が最も多く、月間平均は575m³/sである。水量の最低は3月。